# Adam Abeshouse
Adam Abeshouse (5 de junio de 1961 - 10 de octubre de 2024) fue un ingeniero de grabación, productor musical y violinista clásico estadounidense formado en la Escuela de Música de Manhattan. Ganó tres premios Grammy y fue nominado dos veces más. También fue nominado a dos premios Grammy Latinos. Abeshouse también fundó la Classical Recording Foundation en 2002.

## Biografía
Abeshouse nació en una familia judía en Westbury, Nueva York, el 5 de junio de 1961. Su abuelo era tocador de balalaika en Rusia. Asistió a la Escuela Wheatley antes de ir a la Universidad de Nueva York y a la Escuela de Música de Manhattan. En 1986, Abeshouse se casó con Maria Janetti y tuvieron dos hijos.
Abeshouse fue violinista profesional en la década de 1980 antes de convertirse en productor en la década siguiente. Ganó tres premios Grammy, en 2000, 2008 y 2023.
En la primavera de 2024, a Abeshouse le diagnosticaron cáncer de conducto biliar metastásico y, en agosto de 2024, su condición era terminal. El 27 de septiembre, varios de los músicos cuyas grabaciones había producido acudieron a su estudio en su casa de South Salem, Nueva York, para realizar un "concierto de despedida" para él. Murió en su casa menos de dos semanas después, el 10 de octubre, a la edad de 63 años. Fue enterrado en el cementerio Mount Eden en Hawthorne, Nueva York.

## Premios
| Año  | Work                                      | Artista(s)                                             | Premio                                                                     | Resultado | Ref.        |
| ---- | ----------------------------------------- | ------------------------------------------------------ | -------------------------------------------------------------------------- | --------- | ----------- |
| 2000 |                                           |                                                        | Grammy Award for Producer of the Year, Classical                           | Ganador   | [ 6 ]       |
| 2004 |                                           |                                                        | Grammy Award for Producer of the Year, Classical                           | Nominado  | [ 6 ] [ 7 ] |
| 2008 | Beethoven Sonatas, Vol. 3                 | Garrick Ohlsson                                        | Grammy Award for Best Instrumental Soloist Performance (without orchestra) | Ganador   | [ 6 ]       |
| 2017 | Horacio Gutiérrez Plays Chopin & Schumann | Horacio Gutiérrez                                      | Latin Grammy Award for Best Classical Album                                | Nominado  | [ 8 ]       |
| 2022 | Villa-Lobos: Complete Violin Sonatas      | Emmanuele Baldini, Pablo Rossi, and Heitor Villa-Lobos | Latin Grammy Award for Best Classical Album                                | Nominado  | [ 8 ]       |
| 2023 | Letters for the Future                    | Time for Three                                         | Grammy Award for Best Classical Instrumental Solo                          | Ganador   | [ 6 ] [ 9 ] |